# Konstanty Marcjan Niemirowicz-Szczytt
Konstanty Marcjan Niemirowicz-Szczytt (Szczytt-Niemirowicz / Szczytt) herbu Jastrzębiec (ok. 1649– zm. 17 lub 22 września 1712 roku) – podsędek  połocki w latach 1696–1712, horodniczy połocki w latach 1681–1696, podkomorzy wendeński już w 1674 roku, starosta ładośniański i szatrowski
Elektor króla Michała Korybuta, Jana III i Augusta II. Był elektorem Jana III Sobieskiego z województwa połockiego w 1674 roku. Deputat do Trybunału Głównego Wielkiego Księstwa Litewskiego w 1688 z pow. orszańskiego, w 1706 roku z województwa połockiego i w 1701 z woj. połockiego.
Dziedzic Tabołek, gdzie w 1712 ufundował cerkiew Przemienienia Pańskiego.
Syn Justyniana Niemirowicza-Szczytta i Anny Tukowiczówny. Miał sześciu braci, w tym kasztelana smoleńskiego Krzysztofa Benedykta.
Z drugiej żony – Iluminaty z Frąckiewiczów-Radzimińskich, miał syna Jana, kasztelana inflanckiego.
Dziad Justyniana.